# MLB Network
MLB Network est une chaîne de télévision américaine spécialisée consacrée au baseball lancée le 1er janvier 2009, dont les propriétaires sont la Ligue majeure de baseball ainsi que Warner Bros. Discovery Sports, NBC Sports Group (en), Charter Communications et Cox Communications (en).

## Description
La Ligue majeure de baseball est le quatrième circuit sportif professionnel en Amérique du Nord à lancer son propre réseau télévisé, après NBA TV (en 1999), NHL Network (en 2001 au Canada et 2007 aux États-Unis) et NFL Network (en 2003). 
Comcast, DirecTV, Time Warner et Cox Communications sont aussi des propriétaires minoritaires du réseau MLB Network. Ensemble, ils détiennent un tiers de la chaîne.
Les quartiers-généraux de MLB Network sont situés à Secaucus, dans le New Jersey.
Le premier président de MLB Network, actuellement en poste, est Tom Petitti, ancien producteur exécutif de CBS Sports.
La chaîne télévisée emploie présentement plusieurs anciens joueurs de baseball professionnel : Al Leiter, Barry Larkin, Joe Magrane, Mitch Williams, Harold Reynolds et Dan Plesac.

### Canada
Au Canada, Rogers Media a obtenu en août 2008 l'autorisation du CRTC de lancer une chaîne du nom de Baseball TV, qui n'a pas vu le jour.
Le 1er juin 2012, Rogers a demandé au CRTC d'importer directement le signal de MLB Network, qui a été autorisée le 21 novembre 2012. Rogers a ajouté la chaîne le 8 janvier 2014 à ses abonnés de l'Ontario.